# Edward James Olmos
Edward James Olmos   (East Los Angeles, 24 de febrer de 1947) és un actor i director mexicano-estatunidenc. Un dels papers més importants que ha interpretat és el de William Adama, almirall de la flota colonial en la nova versió de la sèrie de televisió Battlestar Galàctica. L'any 1988 va estar nominat a l'Oscar al millor actor per Stand and Deliver.

## Carrera
Olmos és fill d'un immigrant mexicà baptista amb 1/4 de sang hongaresojueva (el cognom era originalment Olmosh) i mare mexicanoestatunidenca catòlica. Olmos es considera xicà i diu ser besnet d'Enrique Flores Magón.
Olmos va créixer volent ser jugador professional de beisbol. En l'adolescència es bolcà en el rock and roll i tocà en diversos clubs de Los Angeles. S'estrenà com a actor en produccions molt petites fins que finalment va tenir la seva gran ocasió interpretant el narrador, anomenat El Patxuco, a l'obra Zoot Suit. Aquesta obra es traslladà a Broadway i Edward fou nominat al premi Tony per la seva interpretació per El Patxuco. També interpretà el paper en la versió cinematogràfica del 1981. Van seguir actuacions en altres pel·lícules, com Llops humans (Wolfen), Blade Runner i Gregorio Cortez.
El 1984 protagonitza el seu major paper fins aquella data amb l'autoritari tinent de policia Martin Castillo a la sèrie de televisió Miami Vice, pel que fou guardonat amb un Globus d'Or i un Premi Emmy. El 1988 és nominat a l'Oscar al millor actor per la pel·lícula Lliçons inoblidades en la que interpretava un professor de matemàtiques real, Jaime Escalante, que convertí els seus alumnes en uns genis de la matemàtica tot i els desavantatges per llur procedència. A més, dirigí i protagonitzà American Me el 1992 i també protagonitzà la història multigeneracional d'una família xicana a La meva família.
El 1997 participà en la pel·lícula Selena interpretant Abraham Quintanilla, pare de la difunta cantant mexicanoestatunidenca. L'any següent protagonitzà la pel·lícula llatina The Wonderful Ice Cream Suit, basada en un relat curt de Ray Bradbury, que trenca els estereotips i els estigmes habituals de la majoria de les pel·lícules orientades al públic llatí.
Des del 2003 figura com a protagonista de la sèrie Battlestar Galàctica.

## Vida fora dels escenaris
Olmos s'ha involucrat sovint en temes socials, especialment els que afecten la comunitat hispanoestatunidenca als Estats Units. El 1998 fundà Latino Public Broadcasting i actualment n'és el director. La fundació Latino Public Broadcasting se centra a fer programes per a la televisió pública que tracten de la comunitat hispanoestatunidenca.
Olmos fa visites freqüents a reformatoris i centres de detenció juvenil per parlar-hi als adolescents del perill. També ha estat ambaixador internacional de l'UNICEF. El 2001 fou arrestat i passà vint dies a la presó per prendre part en les protestes Navy-Vieques contra les pràctiques de bombardeig de l'armada dels Estats Units a l'illa Vieques, Puerto Rico.
L'asteroide (5608) Olmos, descobert el 1993, fou nomenat així en el seu honor.

## Premis i nominacions

### Premis
- 1985: Primetime Emmy al millor actor secundari en sèrie dramàtica per Miami Vice
- 1986: Globus d'Or al millor actor secundari en sèrie, minisèrie o telefilm per Miami Vice
- 1995: Globus d'Or al millor actor secundari en sèrie, minisèrie o telefilm per The Burning Season

### Nominacions
- 1986: Primetime Emmy al millor actor secundari en sèrie dramàtica per Miami Vice
- 1989: Oscar al millor actor per Stand and Deliver
- 1989: Globus d'Or al millor actor dramàtic per Stand and Deliver
- 1989: Globus d'Or al millor actor secundari en sèrie, minisèrie o telefilm per Miami Vice
- 1995: Primetime Emmy al millor actor secundari en minisèrie o especial per The Burning Season